# Ptychadena pumilio
Ptychadena pumilio és una espècie de granota que viu al centre d'Àfrica. La seva extensió geogràfica fa que es consideri una espècie no amenaçada. Habita als boscos, sabanes, coves, estanys i ribes dels rius on s'alimenta de petites aranyes i insectes.
Els mascles tenen una longitud total d'uns 30 mm i les femelles són lleugerament més grosses. La pell presenta tonalitats entre verds i marronoses, amb franges i tasques fosques a l'esquena i les potes. Alguns exemplars poden tendir cap al gris, que els ajuda a camuflar-se entre les roques dels atacs dels predadors.